# Giovanni II Cornaro
Giovanni II Cornaro, född 1647, död 1722, var en venetiansk doge. Han var regerande doge av Venedig 1709–1722.